# ディナモ・モスクワ (女子バレーボール)
ディナモ・モスクワ（ロシア語: Динамо Москва）は、ロシア・モスクワを本拠地とする女子バレーボールクラブ。

## 歴史
1926年創設。ソ連リーグには1940年から出場、1947年ソ連リーグで初優勝した。1992年に活動を停止したが、2004年に再開した。2009年にリーグ優勝とカップ優勝の2冠を達成した。2010年から2015年までは6年連続でリーグ優勝決定戦まで進んだが、いずれも準優勝。特に2011年から2015年までは5年連続でディナモ・カザンに決勝で敗れ、準優勝に甘んじ続けていたが、2016年に7年ぶりのリーグ優勝を成し遂げた。

## 主な成績
ソ連リーグ／ ロシアリーグ
- 優勝：1947、1951、1963、1954、1955、1960、1962、1970、1971、1972、1973、1975、1977、1983、2006、2007、2009、2016

 ソ連カップ／ ロシアカップ
- 優勝：1950、1951、1953、1982、2009、2011、2013

 欧州チャンピオンズリーグ
- 優勝：1961、1963、1965、1968、1969、1970、1971、1972、1974、1975、1977

## チームメンバー
シーズン 2024-25, 2024年10月時点
| 背番号 | 氏名                       | ポジション           | 身長 (cm) | 生年月日              |
| ------ | -------------------------- | -------------------- | --------- | --------------------- |
| 1      | アンゲリーナ・ラザレンコ   | ミドルブロッカー     | 193       | 1998年4月13日（26歳） |
| 2      | Vasilisa Volodina          | ミドルブロッカー     | 198       | 2007年6月7日（17歳）  |
| 5      | ビクトリア・プシナ         | ミドルブロッカー     | 197       | 2000年3月9日（25歳）  |
| 6      | 王雲蕗                     | アウトサイドヒッター | 190       | 1996年5月20日（28歳） |
| 7      | Maria Smelenko             | セッター             | 181       | 1997年5月26日（27歳） |
| 8      | ナタリア・ゴンチャロワ     | オポジット           | 196       | 1989年6月1日（35歳）  |
| 9      | Elizaveta Popova-Sinitsyna | セッター             | 185       | 2002年6月7日（22歳）  |
| 11     | Olga Yurieva               | オポジット           | 180       | 1997年4月18日（27歳） |
| 14     | Ekaterina Polyakova        | ミドルブロッカー     | 195       | 1987年2月6日（38歳）  |
| 15     | Valeriya Shevchuk          | アウトサイドヒッター | 184       | 2001年2月19日（24歳） |
| 16     | Anna Khabibrakhmanova      | リベロ               | 174       | 2004年3月5日（21歳）  |
| 19     | アンナ・ポドコパエワ       | リベロ               | 175       | 1990年4月16日（34歳） |

## 歴代所属選手
| - エカテリーナ・ガモワ - エレーナ・ゴーディナ - ナタリヤ・サフローノワ - アナスタシア・コディロワ - イリナ・テベニヒナ - イリーナ・キリロワ - タチアナ・グラチェワ - タチアナ・コシェレワ - マリア・ボロダコワ - マリア・ペレペルキナ - ユリア・メルクロワ - マリナ・シェシェニナ - マリナ・アクロワ - スベトラーナ・クリュチコワ - ビクトリア・クジャキナ - ユリア・モロゾワ - オルガ・ジトワ | - レジーナ・モロズ - エフゲーニャ・スタルツェワ - エカテリーナ・リュブシュキナ - アナスタシア・バビキナ - エカテリーナ・エフィモワ - マルガリータ・クリロ - イリナ・フェティソワ - タチアナ・ロマノワ - エカテリーナ・エフドキモワ - ソフィア・クズネツォワ - ナタリア・ルイコワ - 田中姿子 - ローガン・トム - シモーナ・ジョーリ - カロリーナ・コスタグランデ - ナタリア・ペレイラ - ベタニア・デラクルス | - ヤイマ・オルティス - アンゲリナ・グリューン - ハイーネ・スタエレンス - エヴァ・ヤネヴァ - エリツァ・バシレバ - ネリマン・オズソイ - オズレム・オズチェリック - マリア・リクトラス - ナターシャ・オスモクロビッチ - マーヤ・ポリャク - サーニャ・ポポビッチ - エレナ・ハベルコバ - オクサナ・パルホメンコ - マーヤ・オグニェノビッチ - アレクサンドラ・ツルンチェヴィッチ - エディナ・ベギッチ - ハンナ・クリメッツ |